# 新義安內訌
新義安內訌或稱「三權與三將內訌事件」，是指2018至2019年期間，香港三合會組織將軍澳新義安兩派系「三權」派及「三將」派的不和，發展成尖沙咀派系與將軍澳派系的利益衝突，因而引發兩年間的一連串持刀傷人、燒車縱火及街頭廝鬥等犯罪案件。

## 內訌事件的前因
「新義安」派系内訌的恩怨是由「新義安」數十年前在將軍澳發跡的三合會鬥爭歷史種下。

### 「新義安」將軍澳發跡史
早在將軍澳市發展初期，調景嶺村屋區以及將軍澳公共屋邨一直是老牌三合會「福義興」獨霸的地盤。直至八十年代末，香港政府宣布清拆調景嶺寮屋區，填海發展將軍澳新市鎮。大量基層人仕得到公屋分配搬到區內，其他三合會社團逐漸進駐將軍澳。
1988-1995年，將軍澳勢力較為鮮明龐大的三合會是「聯公樂(單耳）」，其勢力盤據於翠林。「14K」和「和勝和」則活躍於坑口。「新義安」、「福義興」、「和安樂(水房）」主要在寶林邨及景林邨一帶。由於地理位置上，翠林與坑口處於將軍澳東西兩端邊陲，於是「單耳」等社團於黑幫廝鬥時佔據優勢，而位處中央的「新義安」與「福義興」較難守住地盤。
1996至1997年間，剛落成的厚德邨成為各幫派覬覦的新地盤。為爭奪地理優勢，「新義安」動員多支外援勢力，包括「尖沙咀派系」以及來自觀塘168，觀塘恆星、秀茂坪二十座的成員。當時「福義興」部分成員亦轉投「新義安」，進一步壯大其陣容。面對「新義安」強勢進駐，「和安樂(水房）」成員過底轉投「單耳」，「單耳」率先聯同「14K」和「和勝和」展開反擊。由「單耳」神父「鱷魚仔」及其打手「超人」領軍，成功擊潰時任「新義安」將軍澳負責人「將軍朱」的勢力，「新義安」一度被壓制。
至1998至1999年，尚德邨剛剛新落成，「新義安」再次出擊，並引入更多區外支援，包括「尖沙咀細B-陳孝廉」及旗下成員「尖咀阿濤」、「觀塘狗餅」、「秀茂坪周少」、「尖咀師傅耀」、「茶果嶺派系」與「果欄派系」的「果欄萍」。成功奪得厚德邨及尚德邨後，「新義安」勢力急速膨脹，社團內亦陸續形成四大新派系：「三權武漢」、「兇兵三將」、「文武三英」及「一支獨獸」。

### 四幫「新義安」新勢力
- 「三權」派系

全稱為「三權武漢」派。以「少君」、「阿群」及「肥菜紅」三人領導。「少君」和「阿群」主力經營尚德邨賭檔生意；「肥菜紅」則管理寶林邨小販檔保護費生意。會員人數有百多人。
- 「三將」派系

全稱為「兇兵三將」派。以「阿刁」、「阿燦」及「肥彭」三人領導。擁有景林邨賭檔生意。會員人數亦有百多人。
- 「三英」派系

全稱為「文武三英」派。以綽號「紋身馬」的麥以馬(他是電影《同囚》演員及黑幫資料顧問）為首，管理寶林邨收賣檔及紋身生意。另一名「許發」管理寶林邨毒品生意。「文武三英」最後一名是「荔枝行」，勢力佔於厚德邨。
- 「一支獨獸」派系

頭目為「尖咀師傅耀」的後人「夏天」，勢力佔於尚德邨及後來的將軍澳市中心一帶。

### 「三權」與「三將」結怨史
1999-2010年期間，「三權」與「三將」經常因賭檔生意而內訌，面對將軍澳其他社團爭鬥，外憂內患不斷，「一支獨獸」有見及此，於2010年聯同「三英」，遊說「三權」與「三將」，協議以「新義安」共同利益為前提，聯結一致槍口對外，不得內鬥。
2010-2011年，「新義安」四個新派系聯結，把所有將軍澳的異己社團排除，勢力最大的「單耳」亦於將軍澳失勢，結果將軍澳成為了「新義安」清一色獨霸的地盤。
2017，將軍澳「新義安」打破了當年的太平協定，「三權」與「三將」因為新仇舊恨而再度內訌。「三權」的頭目「少君」意欲當選「將軍澳辦事人」統領將軍澳，拉攏了舊元老「將軍朱」的支持，兩派爭鬥之下，「三將」的頭目「阿刁」及「阿燦」敗走離開將軍澳，轉至觀塘及尖沙咀堂口，其後歸入「尖沙咀細B-陳孝廉」派系。
2018-2019年，「阿刁」跟隨尖沙咀堂口的「尖咀阿濤」主攻澳門賭業。「阿刁」財力及聲勢高漲後，聯同「尖沙咀細B」的手下「泰全」和「恪文」重回將軍澳，撬走將軍澳的成員轉投尖沙咀堂口旗下，並且向「少君」的「三權」派系挑釁，以作報復當年敗走將軍澳之辱。此舉引起「將軍澳辦事人」「少君」不滿，逐與尖沙咀派系爭奪利益。2018年尾，將軍澳派系成員與一名女子於尖沙咀夜場跟尖沙咀派系引發爭執，因而觸發兩派系之間的新仇舊恨，尖沙咀派系以暴力手段展開了兩年間連場廝鬥事件。事件中多名「新義安」成員及相關人仕被斬傷，「三將」的「阿燦」遭斬傷，「少君」的門生「君信」遭斬傷手腳。

## 傷人過程

### 2018年9月：「尖沙咀夜場始爆衝突」

#### 尖沙咀頭目被得罪
2018年9月，一名女子在尖沙咀夜場得罪了其中一方的頭目，該名吳姓女子24歲，手臂有紋身。據知是將軍澳新義安頭目「少君」的契女，亦因此觸發將軍澳和尖沙咀派系的衝突。

### 2018年9月26日「尖沙咀派系夜襲將軍澳派系」

#### 將軍澳尚德斬人案
數日後的9月26日凌晨3時21分，該名吳姓女子與數名親友於將軍澳唐明街尚德邨尚真樓對開休憩公園閒聊期間，突然遭到多名持刀蒙面男子追斬。女事主身中七刀重傷，血流一地，其後被送院搶救後留醫深切治療部，情況一度危殆。至於刀手則成功逃脫。

#### 土瓜灣焚燒賊車案
尚德傷人案的兩名男子行兇後逃去無蹤。約半小時後的凌晨3時52分，一輛懷疑賊車於土瓜灣承啟道起火，據報有人匆忙下車逃去。消防到場灌救後發現有可疑，警方亦相信與傷人案有關。

#### 寶琳景林邨縱火案
同日清晨5時17分，寶琳景林邨的停車場突然起火。消防撲救後發現停車場內超過30架車被焚毀，警方調查後相信起火原因有可疑，重案組接手調查。據知尚德傷人案的女事主被斬後，受襲一方查出尖沙咀派其中一位頭目有一輛車泊在景林邨的停車場，於是派人放火燒車報復，但火勢太大令停車場內多部車輛都被焚燒。

### 2018年11月「尖沙咀派系「牙刷七」被斬傷」
「新義安」尖沙咀派系的「牙刷七」被將軍澳派系斬傷

### 2018年12月3日：「尖沙咀派系於尚德邨多處傷人」

#### 將軍澳夜市被搗亂
「牙刷七」被斬後一個月，尖沙咀人馬報復，12月3日晚上11時，九名男子在尚德廣場對開的熟食檔搗亂，擺賣的小販手推車被掃亂，並嚇走市民，大肆破壞後迅速逃離現場。其中一名42歲女檔主疑因走避不及，不幸遭滾湯灼傷臉和手部。警方調查後相信與黑幫內訌有關。

### 2018年12月28日：「尖沙咀派系「阿燦」被斬」

#### 景林邨傷人案
12月28日晚上10時59分，一名35歲馮姓男子，綽號阿燦，在景林邨停車場取車期間被三名男子斬傷。事主身中幾刀，兇徒則登車逃去，報警後送院救治。據知其中一位兇徒為新義安將軍澳派成員。

#### 寶琳澳頭村縱火案
同日晚上11時15分，衛奕信徑第三段近將軍澳翠琳路近澳頭村發生山火，消防到場將火救熄，發現原來有一輛私家車起火，波及山草。初步發現私家車旁有懷疑助燃劑，消防相信起火原因有可疑，已交由警方接手調查並列為縱火案處理，不排除與斬人案件有關。

### 2019年1月1日：「觀塘派系參戰 斬人燒車」

#### 大角咀斬人燒車案
2019年1月1日晚上8時，一名29歲姓張男子駕駛七人車停泊於大角咀海富苑海泰閣對開時，突然遭兩架私家車左右夾擊撞停，兩車約有7名男子跳車持刀向事主襲擊，傷者手臂受傷後開車逃走，倒車期間失控撞向後方一輛白色私家車。刀手亦跳上接應車輛逃去。
遇襲後傷者沿海庭道往奧海城方向駛去。約5分鐘後，一輛套上假車牌的黑色私家車被發現在油麻地警署對開海泓道起火焚燒，地上可見疑似易燃物料，警方將案件列傷人及縱火處理。私家車起火的地點與刀手斬人位置相距約700米。
遇襲的車主其後駛至海庭道富榮花園一期16座對開，報警後送廣華醫院治理。遺留現場的七人車司機位車門及車窗可見多道刀痕，車頭損毀車牌脫落，車身右後方有凹痕，警方其後作進一步調查。

### 2019年1月5日：「將軍澳派系「君信」被撞車及斬傷」
1月5日下午3時多，一輛白色私家車沿太子道東行駛至彩虹邨對開馬路時，被兩輛銀色私家色夾攻猛撞。七名刀手衝向白色私家車用利刀狂襲擊白色私家車，車上二人受傷。刀手其後逃去無蹤。據悉被襲擊的是將軍澳新義安頭目「少君」的門生「君信」，初步懷疑刀手為尖沙嘴新義安成員。
下午4時許，警方於九龍城啟晴邨尋獲接載兇徒逃走的寶馬私家車，車內放有鐵通及刀。涉事車輛套有一個為車牌。四名在平治房車上遭蒙面兇徒追斬的男子，均是涉及大角咀斬人燒車案被捕的將軍澳新義安黑漢，他們剛獲准保釋就遇襲，相信涉及尖沙嘴新義安報復。
據知觀塘分支亦涉及事件，報復數年前爭地盤失敗的仇恨。

## 後續
太子道東傷人案驚動社會，警方為打擊黑幫士氣，發起大規模掃黑行動「犂庭掃穴」，動員近600人搜查全港多處。行動結束後至少九人被捕。警方高調掃場後，據知新義安仍表明會進行行動報復。
西貢區議員何民傑表示將軍澳區作為一個擁有近40萬人口的年輕「睡房社區」，黑幫已在區內發展出一套管理模式，包括以尚德小販身份收取保護費，組織因此不斷壯大。
警方的掃黑行動持續，並拘捕至少35人，包括尖沙咀分支主腦陳孝廉。